# المعابر (العدين)

تعديل مصدري - تعديل

المعابر هي إحدى حارات حي ظلمة بمدينة ظلمة أحد مدن محافظة إب، بلغ تعداد سكانها 306 نسمة حسب تعداد اليمن لعام 2004.